# Honey Honey no Suteki na Bōken
Honey Honey no Suteki na Bouken (ハニーハニーのすてきな冒険, Hanī Hanī no Suteki na Bōken) é um mangá shōjo criado por Hideko Mizuno, publicado originalmente em 1966 e que deu origem a um anime de 29 episódios em 1981 pela Kokusai Eiga (Movie International Company, Ltd.). Além do Japão, o anime teve exibição nos EUA, Europa e até no Brasil, onde foi exibido de 1987 a 1989 no SBT e em Portugal, em 1997 na RTP 2.

## A trama
Viena, 1907. A cidade dá um banquete como comemoração ao aniversário da Princesa Flora. Vários líderes e pessoas de renome lhe oferecem casamento. O belo ladrão Fênix, disfarçado, está entre os presentes e está interessado em roubar o anel da princesa, uma joia dada a ela por um milionário brasileiro chamada "O Sorriso do Amazonas". Ele arma uma cilada ao ferir o orgulho da princesa alegando que sua beleza é reflexo do brilho do seu anel. Ultrajada, a princesa esconde sua joia num peixe e o atira pela janela, chocando a todos os presentes. Fênix revela seu disfarce e sai atrás do anel. A princesa Flora, então, promete casamento àquele que lhe restituir a joia. 
Enquanto isso, a jovem órfã Honey Honey (no Brasil, adaptada como "Favo de Mel") trabalhava como garçonete no banquete da princesa. Sem que ela saiba, sua gatinha, Lily, acaba comendo o peixe jogado pela princesa (e consequentemente, a joia), o que a torna alvo de todos os pretendentes da princesa e do ladrão Fênix.
Favo de Mel consegue fugir com a gata num balão. A série toda é caracterizada pela fuga da garota pelos quatro cantos do mundo (incluindo Paris, Nova Iorque, Oslo, Londres, Monte Carlo e Gibraltar), sendo perseguida pela Princesa Flora, os quatro pretendentes da princesa [um indígena americano (Jerônimo), o rei da Bélgica (ou Rei Picareta), um militar alemão (Fritz Gestapo) e um milionário do petróleo (Paulo Petro)] e o atraente e galante ladrão de joias Fênix e seu gatinho Raul, que apesar de alegar perseguir a garota para obter o anel, volta e meia ajuda a órfãzinha e acaba se apaixonando por ela. O mais embaraçoso é que Favo só vem a saber do engolimento da joia no terceiro episódio da série.
Um dos maiores pontos do anime é que os personagens sabem que estão num anime. Em um episódio, perseguindo Favos de Mel, o Rei Picereta diz: "Espere, Favos de Mel. Lembre-se que posso torná-la rainha por um dia" e ela: "Isso foi noutro episódio, Picareta".
Dentre os acontecimentos que ocorrem com Favo de Mel, ela conhece Romeu e Julieta; é aprisionada no Castelo de Tundra, na Sibéria e acaba sendo resgatada de lá por Fênix, com a ajuda de um disco voador robô, em retribuição ao ladrão por ter reparado seu braço mecânico. O disco foi atacado por uma nave inimiga, fazendo com que Favo de Mel e Fênix caíssem próximos a Moscou. Mais adiante, passando pelo Oriente Médio, Favo de Mel ganha um tapete voador, e passou a viajar com ele. No Japão, ela recebe o apelido de "O demônio do nariz comprido", e chega até a se apresentar como tal para um grupo. 
Para o final do seriado, um médico consegue fazer com que Lily regurgitasse o anel, que vai parar nas mãos de Fênix. Chegando a Nova Iorque, ela passa com o tapete junto a um trem que estava transportando o King Kong. Ela limpa a cara do gorila que estava suja de barro por ter passado em um túnel baixo, e este passa a ter afeto por ela. Na exibição pública de King Kong, este se liberta e captura a princesa Flora, por confundi-la com Favo de Mel e sobe num prédio. 
A série conclui com a descoberta de que Favo de Mel é irmã caçula de Flora: Favo passa pelas mãos de viquingues, que tinham o hábito de fazer moças caminharem sobre carvão em brasa. Favo passa pelo carvão, e em seu pé se vê a tatuagem da rosa, a mesma que a Princesa Flora tinha. O rei dos viquingues reconhece a tatuagem e deduz que a menina é sua filha. A atitude de Flora perante Favo muda radicalmente: antes uma inimiga que não media insultos perante a órfã, agora era amistosa, referindo-se a ela como "irmãzinha".
Depois de tudo ajeitado, Fênix devolve o anel à princesa, mas esta volta a jogar o anel fora, sendo acidentalmente engolido por um cachorro, reiniciando a perseguição do anel pelos pretendentes. Favo de Mel casa-se então com Fênix.

## Versão Brasileira
A versão brasileira de Honey Honey ficou a cargo da Maga, com vozes já conhecidas na época:
- Favo de Mel: Denise Simonetto (Anri, em Jaspion; Tomoko Uesugi, em Cybercops)
- Princesa Flora: Márcia Gomes (Miho, em Cybercops; Mai Tsubasa, em Changeman; Gato Félix; Roxy, em Jem e as Hologramas)
- Fênix: Orlando Viggiani (Takeda, em Cybercops; Marty McFly, em De Volta Para o Futuro)
- Rei Picareta: Nelson Machado (Quico, no seriado Chaves)
- Oficial Fritz Gestappo: Carlos Seidl (Seu Madruga)
- O sheik Paulo Petro: José Soares
- Índio Jerônimo: José Carlos Guerra (Comissário James Gordon em Batman (1966) (AIC); Prof. Hubert Farnsworth em Futurama – 2ª voz)